# E013号線
E013号線 (E013ごうせん、英: European route E013) はカザフスタンにあり、サリオゼク – Koktalを結ぶ、欧州自動車道路のBクラス幹線道路。

## 経路
- カザフスタン
  - サリオゼク – Koktal